# María José Rienda
María José Rienda Contreras (Granada, 12 juni 1975) is een Spaans voormalig alpineskiester. Rienda vertegenwoordigde Spanje op vijf Olympische Winterspelen tussen 1994 en 2010. 

## Carrière
Rienda maakte haar wereldbekerdebuut in februari 1994 tijdens de afdaling in Sierra Nevada. In haar carrière won ze 6 wereldbekerwedstrijden, allemaal op de reuzenslalom. In het het seizoen 2005/2006 eindigde ze tweede in de eindstand van de wereldbeker reuzenslalom. Ze miste het seizoen 2006/2007 en 2007/2008 door een blessure. 
In 1994 nam Rienda een eerste maal deel aan de Olympische Winterspelen 1994. Ze eindigde op een 21e plaats op de reuzenslalom en een 29e plaats op de super G.
Vier jaar later, op de Olympische Winterspelen 1998 in Nagano, eindigde ze 12e op de reuzenslalom. Haar beste olympische resultaat behaalde ze op de Olympische Winterspelen 2002 met een zesde plaats op de reuzenslalom. Ook aan de Olympische Winterspelen 2006 en de Olympische Winterspelen 2010 nam Rienda deel.

## Resultaten

### Titels
Spaans kampioene slalom – 1995, 2000, 2002, 2004, 2005, 2006
Spaans kampioene reuzenslalom – 1995, 1996, 1999, 2001, 2004, 2006
Spaans kampioene super G – 2004, 2005, 2006

### Olympische Spelen
| Jaar | Plaats         | Resultaten                   |
| ---- | -------------- | ---------------------------- |
| 1994 | Lillehammer    | 21e Reuzenslalom 29e Super G |
| 1998 | Nagano         | 12e Reuzenslalom 14e Slalom  |
| 2002 | Salt Lake City | 6e Reuzenslalom 15e Slalom   |
| 2006 | Turijn         | 13e Reuzenslalom 37e Super G |
| 2010 | Vancouver      | 38e Reuzenslalom             |

### Wereldkampioenschappen
| Jaar | Plaats                 | Resultaten                               |
| ---- | ---------------------- | ---------------------------------------- |
| 1996 | Sierra Nevada          | 18e Slalom 21e Reuzenslalom              |
| 1997 | Sestriere              | 9e Reuzenslalom                          |
| 1999 | Vail-Beaver Creek      | 13e Reuzenslalom 30e Super G DNF1 Slalom |
| 2001 | Sankt Anton am Arlberg | 10e Reuzenslalom DNF2 Slalom             |
| 2003 | Sankt Moritz           | DNF1 Reuzenslalom DNF1 Slalom            |
| 2005 | Bormio                 | 9e Reuzenslalom DNF2 Slalom              |
| 2011 | Garmisch-Partenkirchen | 28e Super G 31e Reuzenslalom             |

### Wereldbeker

#### Eindklasseringen
| Seizoen   | Algm | SL  | RS     | SG  |
| --------- | ---- | --- | ------ | --- |
| 1994/1995 | 95e  | -   | 39e    | -   |
| 1995/1996 | 95e  | -   | 41e    | -   |
| 1996/1997 | 79e  | -   | 33e    | -   |
| 1997/1998 | 96e  | -   | 44e    | -   |
| 1998/1999 | 57e  | 31e | 25e    | -   |
| 1999/2000 | 51e  | 55e | 16e    | -   |
| 2000/2001 | 39e  | 47e | 11e    | -   |
| 2001/2002 | 45e  | 38e | 15e    | -   |
| 2002/2003 | 29e  | 41e | 10e    | -   |
| 2003/2004 | 24e  | -   | Brons  | -   |
| 2004/2005 | 19e  | -   | Brons  | -   |
| 2005/2006 | 13e  | -   | Zilver | 49e |
| 2008/2009 | 105e | -   | 43e    | -   |

#### Wereldbekerzeges
| Datum            | Plaats       | Discipline   |
| ---------------- | ------------ | ------------ |
| 20 februari 2005 | Åre          | Reuzenslalom |
| 13 maart 2005    | Lenzerheide  | Reuzenslalom |
| 10 december 2005 | Aspen        | Reuzenslalom |
| 3 februari 2006  | Ofterschwang | Reuzenslalom |
| 4 februari 2006  | Ofterschwang | Reuzenslalom |
| 5 maart 2006     | Hafjell      | Reuzenslalom |